# Мутата
Мутата (исп. Mutatá) — город и муниципалитет на северо-западе Колумбии, на территории департамента Антьокия. Входит в состав субрегиона Ураба.

## История
Поселение, из которого позднее вырос город, было основано 4 октября 1887 года. Муниципалитет Мутата был выделен в отдельную административную единицу в 1951 году.

## Географическое положение
Город расположен в северо-западной части департамента, на правом берегу одноимённой реки, вблизи места впадения её в реку Сусьо, на расстоянии приблизительно 140 километров к северо-западу от Медельина, административного центра департамента. Абсолютная высота — 169 метров над уровнем моря.
Муниципалитет Мутата граничит на севере с муниципалитетами Чигородо и Турбо, на юге — с муниципалитетом Дабейба, на востоке — с муниципалитетом Итуанго, а также с территорией департамента Кордова, на западе — с территорией департамента Чоко. Площадь муниципалитета составляет 1106 км².

## Население
По данным Национального административного департамента статистики Колумбии, совокупная численность населения города и муниципалитета в 2013 году составляла 19 714 человек.
Динамика численности населения муниципалитета по годам:
| 2005   | 2006   | 2007   | 2008   | 2009   | 2010   | 2011   | 2012   | 2013   |
| ------ | ------ | ------ | ------ | ------ | ------ | ------ | ------ | ------ |
| 16 428 | 16 844 | 17 223 | 17 624 | 18 022 | 18 436 | 18 857 | 19 284 | 19 714 |

Согласно данным переписи 2005 года мужчины составляли 51,5 % от населения Мутаты, женщины — соответственно 48,5 %. В расовом отношении белые и метисы составляли 72,2 % от населения города; негры, мулаты и райсальцы — 15,2 %; индейцы — 12,6 %.
Уровень грамотности среди всего населения составлял 66,7 %.

## Экономика
Основу экономики Мутаты составляет сельскохозяйственное производство.
66,7 % от общего числа городских и муниципальных предприятий составляют предприятия торговой сферы, 26 % — предприятия сферы обслуживания, 5,7 % — промышленные предприятия, 1,6 % — предприятия иных отраслей экономики.